# N1 (Fernsehsender)

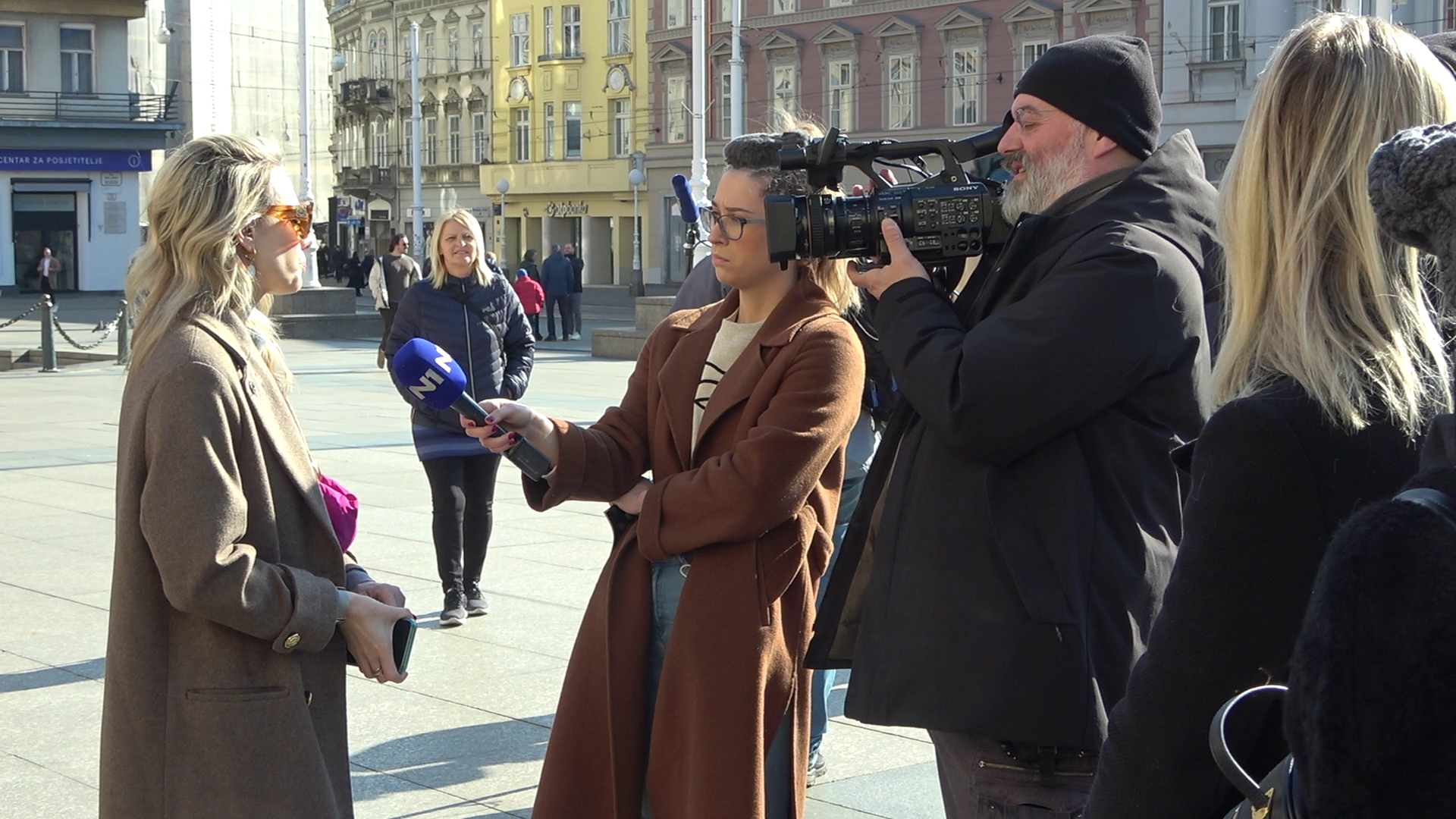
One Billion Rising nacht Zagreb, 2022.

N1 ist ein 24-Stunden-Kabelnachrichtensender, der am 30. Oktober 2014 seinen Sendebetrieb aufnahm. Der Sender hat Sitze in Belgrad, Sarajevo, Zagreb und Ljubljana und berichtet über Veranstaltungen in Südosteuropa. N1 ist im gesamten ehemaligen Jugoslawien im Kabelfernsehen verfügbar und ist der lokale Rundfunkpartner und eine Tochtergesellschaft von CNN International. Da es sich auf das Publikum der vier Länder konzentriert, in denen es seine Sitze hat, hat es vier separate redaktionelle Richtlinien, separate Reporter, TV-Studios sowie Internet- und mobile Plattformen. In Fällen, in denen sich Nachrichten überschneiden, werden sie gemeinsam präsentiert.

## Serbien
Die Organisation für Sicherheit und Zusammenarbeit in Europa (OSZE) und Pauline Adès-Mével, eine Vertreterin von Reporter ohne Grenzen, beschrieben N1 als „den einzigen großen unabhängigen Fernsehsender in Serbien“. Mitarbeiter des Senders wurden aus der serbischen Politik ständig als „Verräter“ und „ausländische Söldner“ bezeichnet und erhielten Hunderte von Beleidigungen und Drohungen durch körperliche Gewalt über soziale Medien. Nicht identifizierte Personen schickten am 4. Februar 2019 einen Brief an die Station, in dem sie drohten, ihre Journalisten und ihre Familien zu töten und ihre Büros in die Luft zu jagen.
Nachdem Aleksandar Vučić im November 2019 mit Herz-Kreislauf-Problemen ins Krankenhaus eingeliefert wurde, beschuldigten seine Mitarbeiter und regimefreundliche Medien den N1-Journalisten Miodrag Sovilj, die Gesundheit des Präsidenten durch die Untersuchung von Korruptionsvorwürfen durch den Politiker Siniša Mali verschlimmert zu haben. Die Plattform des Europarates zur Sicherheit von Journalisten warnt vor einem Mangel an staatlicher Reaktion auf Einschüchterung, Drohungen und eine Verleumdungskampagne gegen Sovilj. Der Vertreter von Reporter ohne Grenzen äußerte sich besorgt über Angriffe des Exekutivdirektors der Station sowie über die Verteilung von Flugblättern, die N1 raten, Serbien zu verlassen.
Im Januar 2020 schloss sich die Europäische Journalisten-Föderation der unabhängigen Vereinigung der serbischen Journalisten an, um N1 zu unterstützen. Sie erklärte, dass es die Entscheidung des staatlichen Kabelbetreibers, N1 fallen zu lassen, als Versuch betrachte, den kritischen Diskurs in Serbien zu beenden. Parallel zum Streit zwischen der United Group und dem Kabelbetreiber Harlem Désir äußerten der OSZE-Vertreter für Medienfreiheit und Reporter ohne Grenzen  ihre Besorgnis über Cyberangriffe auf das serbische Webportal von N1 und die App.